# Monasterio de Santa María (Pedralbes)
El Real monasterio de Santa María de Pedralbes es un conjunto de monumentos de estilo gótico ubicados en la ciudad de Barcelona (España). En 1993 una zona del monasterio fue cedida a la ciudad para albergar parte de la colección pictórica Thyssen-Bornemisza, hasta que en 2004 dicha exhibición se trasladó al MNAC.

## Nombre
A principios del siglo XIV, cuando se buscaba sitio adecuado para erigir el convento, una de las opciones era Petras Albas, nombre que en latín significa piedras albas, esto es, piedras blancas, de donde evolucionó al nombre actual.

## Historia

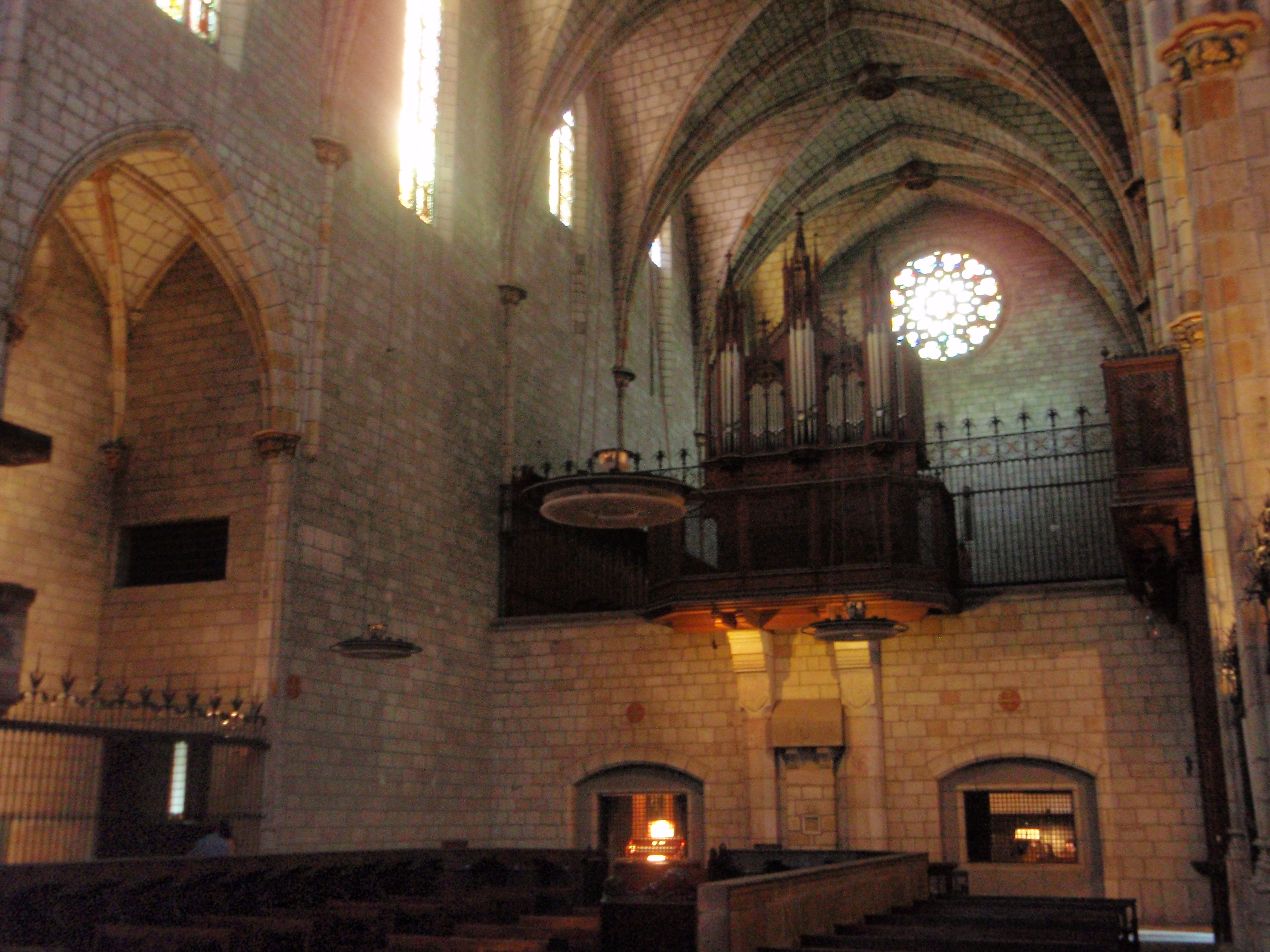
Interior del monasterio

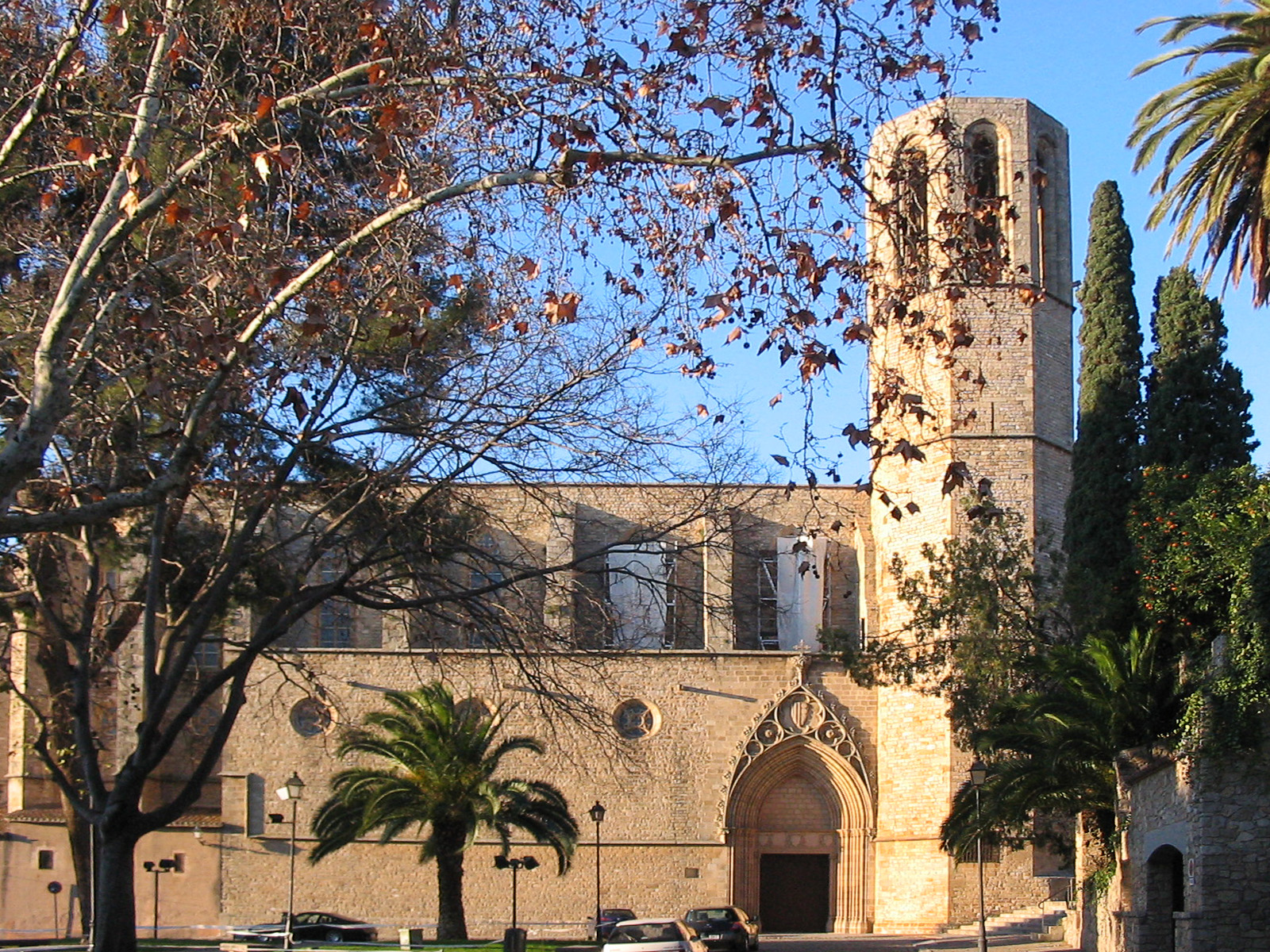
Vista general

El monasterio fue fundado por el rey Jaime II y por su esposa Elisenda de Moncada en 1326. El monasterio se inauguró con una misa solemne el 3 de mayo de 1327. Albergaba una comunidad de monjas clarisas, formada en su mayor parte por hijas de nobles. Su primera abadesa fue la Abadesa Olzet. 
La reina puso especial interés en este monasterio al que dotó de diversos privilegios. Gracias a uno de estos privilegios, el monasterio quedaba bajo la protección directa de la ciudad, a través del Consejo de Ciento, que se comprometía a defenderlo en caso de peligro.La propia Elisenda hizo construir un palacio anexo al que se trasladó al morir su esposo, en 1327. Elisenda residió en el palacio del monasterio hasta el momento de su muerte en 1364. Los restos de este palacio, que la propia reina ordenó en su testamento que fuera derruido tras su fallecimiento, fueron descubiertos en la década de 1970 por Maria Assumpta Escudero i Ribot, que luego sería directora del Museu-Monestir.
Durante la llamada Guerra de los Segadores de 1640, las monjas fueron exclaustradas y se alojaron en la residencia del marqués de Aitona. En virtud del acuerdo establecido por Elisenda de Moncada con la ciudad, las religiosas fueron escoltadas hasta su destino por soldados armados. La madre abadesa cerraba el séquito, acompañada por el segundo consejero de la ciudad.
En 1931 se declaró el monasterio Monumento Histórico Artístico. Una parte pasó a formar parte del Museo de Historia de la Ciudad. En este museo se exhiben piezas relacionadas con la vida monástica, muchas de ellas pertenecientes al patrimonio de las religiosas. En 1993 se destinó una parte del recinto a alojar una selección de obras cedidas en depósito a largo plazo por la colección Thyssen-Bornemisza, pero en 2004, este repertorio se trasladó al Museo Nacional de Arte de Cataluña (MNAC). Una pequeña comunidad de monjas clarisas sigue residiendo en un edificio contiguo.

## El monasterio
El perímetro del monasterio de Pedralbes estuvo en un origen amurallado. De esta muralla únicamente se conservan dos torres de vigilancia y dos de las puertas que daban acceso al recinto.
La iglesia de Pedralbes consta de una única nave y está presidida por un retablo gótico elaborado por Jaume Huguet. El claustro, alrededor del cual se ordena el monasterio, tiene tres pisos de altura y una longitud de 40 metros. Está formado por amplios arcos que se apoyan sobre numerosas columnas. Los capiteles están decorados con el emblema de los condes de Barcelona y el de la casa de Moncada.
En uno de los laterales del claustro se encuentra el sepulcro de la reina Elisenda. Dicho sepulcro tiene dos partes, una que puede verse desde el interior de la iglesia y en la cual Elisenda está vestida como reina y otra parte, la que mira al claustro, en el que la reina está representada como viuda, ya que ella nunca llegó a tomar los hábitos de monja.
También destaca la capilla de San Miguel en la que se pueden ver diversas pinturas de Ferrer Bassa. Realizadas en 1346, las obras muestran la influencia que recibió este artista del pintor italiano Giotto.

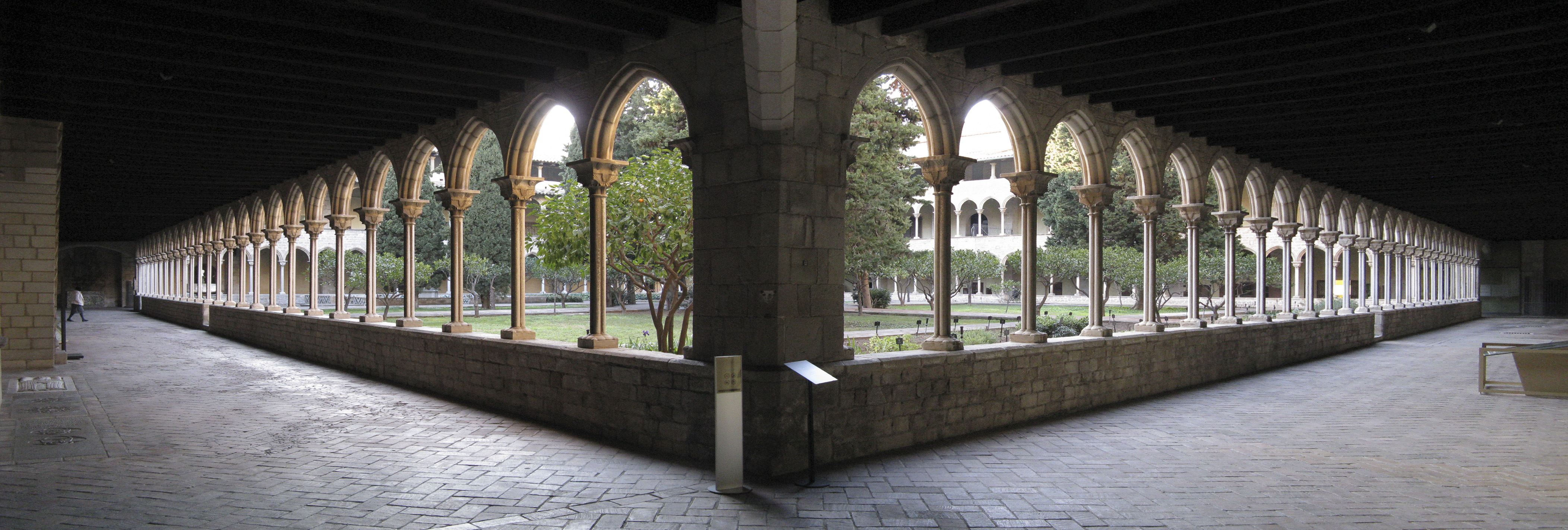
Claustro del monasterio

## Iglesia

### Coro alto
El coro alto del monasterio de Pedralbes no es excepcional por su posición (el modelo de coro alto monacal se repite con frecuencia, tanto en monasterios femeninos como masculinos), pero sí por su disposición: este coro alto aprovecha la inclinación del terreno, un solar en cuesta que condicionó el plan arquitectónico por el que fue concebido el monasterio. En vez de sustentarse sobre bóvedas rebajadas, como suele ocurrir en los coros altos de otros conventos, la mayor parte de la superficie de este (dos de los tres tramos que tiene) está colocada directamente sobre el terreno.

### Coro bajo
El coro de frailes, colocado en el centro de la única nave de la iglesia, mantiene una disposición similar a la de una antigua schola cantorum, que en muchos otros lugares ha desaparecido. La herradura de asientos, dispuesta en medio de la nave, recuerda en pequeño a la que existió hasta hace poco en la catedral de Gerona; parecido a este pequeño coro de Pedralbes debía de ser el de la iglesia barcelonesa de Santa María del Pino, destruido en el siglo XVIII para levantar en el XIX el coro alto que hoy se mantiene.

## Museo

### Sala de actos
Al hilo del montaje de la nueva sala de actos, ante la necesidad de crear un volumen de nueva planta para incorporar las instalaciones, se levantó un sencillo y discreto volumen cubierto por la misma teja cerámica que el resto del edificio, parecido al tejadillo que posee una cercana celda de día.